# Río Fresneda
El río Fresneda es un río de la parte central de España, un río de Castilla-La Mancha, que tiene su nacimiento en la serranía de Santa Cruz de Mudela, divisoria de las cuencas que vierten al río Guadiana y a la cuenca del río Guadalquivir. 

## Curso

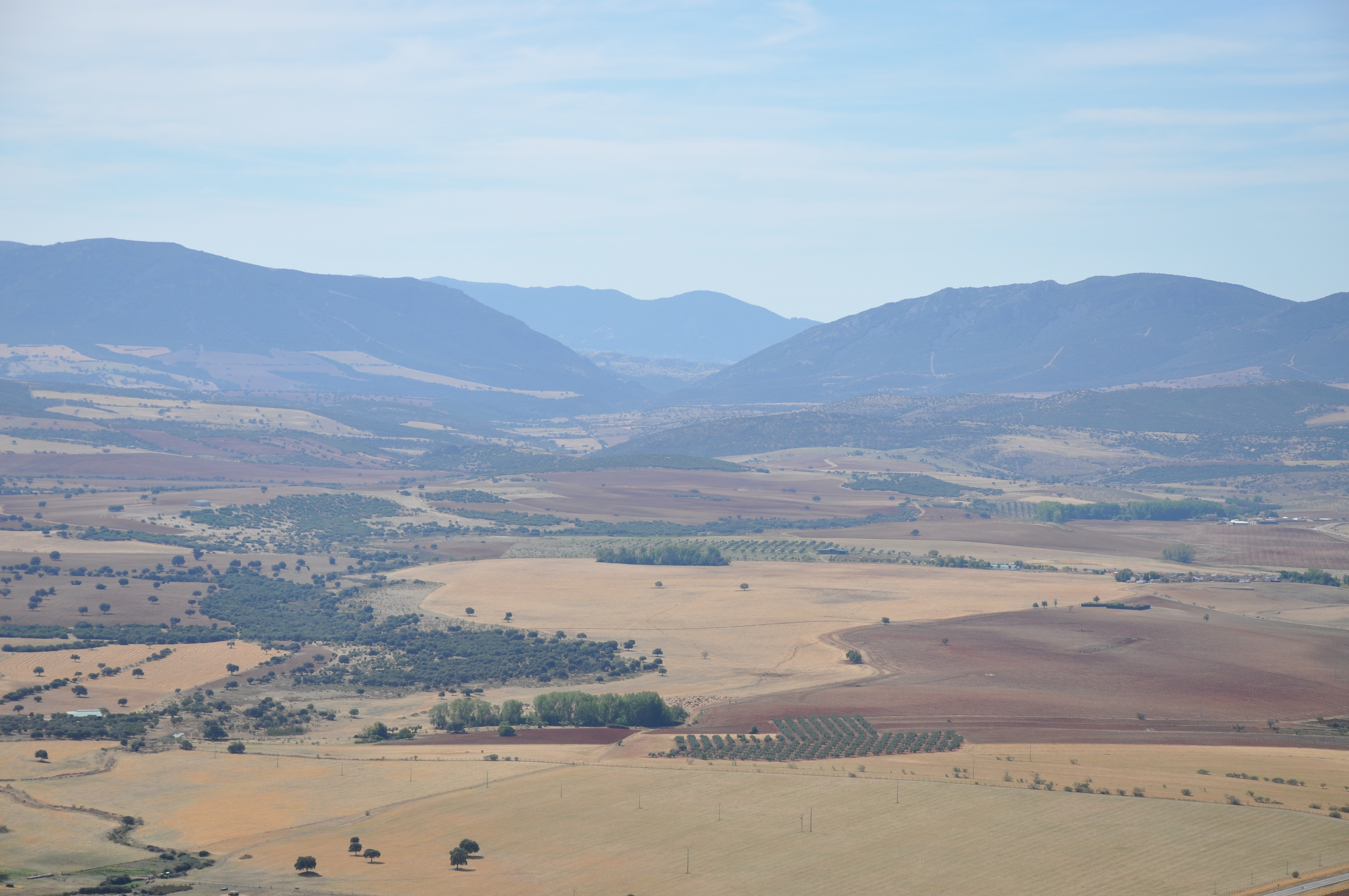
Estrecho de Fresnedas, paso estratégico de la Meseta a Andalucía, visto desde el castillo de Calatrava la Nueva

Tiene su nacimiento a una cota de 700 m s. n. m., pasando a unos 600 m s. n. m., de altitud en la Tabla de la Garza. A continuación pasa por el término municipal de Calzada de Calatrava, en la comarca del Campo de Calatrava, donde se le represa su caudal para aprovechamiento de bebida y agrícola. Sigue su curso por un terreno accidentado entre gargantas por el término municipal de San Lorenzo de Calatrava, penetrando en la comarca de Valle de Alcudia por el Estrecho del Fresnedas, garganta que separa las sierras de Puertollano y de San Lorenzo de Calatrava, donde se une uno de sus afluentes, el río Ojailén. Poco después al juntarse con el Montoro forman el Jándula.

## Flora y fauna
La vegetación fluvial se compone de fresnedas, tamujales y adelfares. Entre las comunidades rupicolas de mayor interés se encuentran las originadas por Genista polyanthos, Polypodium interjectum, y Coincya longirostra.
38°32′43″N 3°52′19″O / 38.545365, -3.871877